# خطوط أديسي الجوية الرحلة 53
خطوط شركة تطوير الطيران الجوية (أديسي) الرحلة 53 طائرة بوينغ 737-2B7 كانت تحمل علي متنها 100 ركاب و5 من أفراد الطاقم في رحلة طيران من كالابار إلي صكتو عبر لاغوس وأبوجا في 29 أكتوبر 2006 وبعد الإقلاع بثواني كان الكابتن تشارلز كولاولي أتاندا البالغ من العمر 50 عاما والمساعد أول سيليستين أوكوننيش البالغ من العمر 54 عاما قد لاحظا بإن عصا التحكم تهتز فبدأ الطاقم بمحاولة أستعادة السيطرة ولكن الطائرة إنحرفت لليمين وتحطمت في حقل ذرة فقتل 97 شخصا من بينهم إمراة كانت تعمل في حقل الذرة ونجا فقط 8 ركاب ومضيفة طيران واحدة من التحطم قرب المطار تفحص المحققون الطائرة وقد وجدوا بإن الطائرة قد أقلعت من المدرج 22R عند 11:30 صباحا بتوقيت نيجيريا وقد قطعت الطائرة كم واحد و805 متر (5,922 قدم) عبر المدرج وهذا معناه بإن الطائرة قد أقلعت عند منتصف المدرج وأستطاع الطاقم الحفاظ علي سيطرة الطائرة لمسافة 13,320 قدم (5 كيلومترات و86 مترآ) علي ارتفاع 1,300 قدم (6 كيلومترات و934 مترآ) حينها فقد الطياران السيطرة علي الطائرة وتحطمت بعد ربع دقيقة من الإقلاع بسبب مطب جوي وقد كشفه أحد الصندوقين الأسودين مسجل بيانات الرحلة وكانت تلك ثاني حادث تحطم طائرة مميتة لدي تاريخ الشركة.